# 陳瑞球
陳瑞球，大紫荊勳賢，GBS，OBE，JP（1924年10月22日—2018年3月27日），原籍廣東省東莞市厚街鎮橋頭村，香港紡織及製衣業工業家，長江製衣及YGM貿易有限公司的創辦人。
陳瑞球在1938年至1941年就讀志恆書院，曾任全國政協委員，其侄陳永棋（兄長陳瑞槐之子）曾任全國政協常委，女兒陳淑玲亦是香港特區政府選舉委員會的選舉委員之一。

## 榮譽

### 勳銜
- 非官守太平紳士（1983年）
- 金紫荊星章（2002年）
- 大紫荊勳章（2008年）

### 榮譽博士
- 香港理工大學工商管理榮譽博士（2001年）
- 香港城市大學榮譽社會科學博士（2007年）
- 香港科技大學榮譽社會科學博士（2008年）